# Isotima emaculata
Isotima emaculata là một loài tò vò trong họ Ichneumonidae.